# Monaster św. Nikity w Moskwie
Monaster św. Nikity (ros./cerk. Никитский монастырь) – prawosławny żeński klasztor w Moskwie, utworzony w 1582 r. przy starszej cerkwi i zlikwidowany w 1929 r.

## Historia
W XVI w. w części Moskwy położonej za rzeczką Nieglinną (Zanieglinje) znajdowała się cerkiew św. Nikity. Według Nikołaja Karamzina powstała ona w 1534 r., inna wersja łączy budowę cerkwi z Soborem Stu Rozdziałów, jaki odbywał się w Moskwie w 1551 r. Z tej okazji wzniesiono w Moskwie siedem prawosławnych soborów, a jeden z nich nosił wezwanie św. Nikity. Być może inicjatorem budowy tej cerkwi był Nikita, brat małżonki cara Iwana Groźnego Anastazji. Świątynia posiadała dwa ołtarze, oprócz głównego św. Nikity także boczny Wprowadzenia Matki Bożej do Świątyni. 
W 1582 r. Nikita Zacharyn ufundował przy soborze monaster żeński. W latach 80. XVII w. świątynia została gruntownie przebudowana, wzniesiono przy niej obszerny przedsionek, w którym wydzielono przestrzeń na pomieszczenie ołtarzowe i tam przeniesiono ołtarz Wprowadzenia Matki Bożej do Świątyni. Zmieniono również konstrukcję cerkiewnego dachu i sklepień. W 1812 r. monaster spłonął w pożarze Moskwy. Bezpośrednio po odejściu wojsk francuskich z Moskwy klasztor odnowiono, w 1815 r. do soboru św. Nikity wstawiono nowy ikonostas, gdzie w dolnym rzędzie znalazły się starsze ikony, w drugim i trzecim – wizerunki napisane na tę okazję. W I połowie XIX w. w soborze św. Nikity urządzono jeszcze jeden ołtarz boczny pod wezwaniem św. Mikołaja. W latach 1889–1890 sobór był remontowany pod kierunkiem architekta N. Sułtanowa.
Monaster został zamknięty po rewolucji październikowej. Sobór św. Nikity był czynny do 1929 r., gdy również został zamknięty. W 1933 r. budynki zburzono. Na miejscu kompleksu klasztornego znajduje się podstacja metra. 
Ślad po istnieniu cerkwi i monasteru św. Nikity pozostał w nazewnictwie ulic – Bolszej (Wielkiej) i Małej Nikitskiej.